# 퀜틴 브라이스
퀜틴 앨리스 루이즈 브라이스
(Quentin Alice Louise Bryce, IPA: [ˈkwɛntn,braɪs], 1942년 12월 23일 ~ )는 오스트레일리아의 여성 정치인이다. 퀸즐랜드주 출신으로, 퀸즐랜드 대학교에서 법률을 공부한 후 변호사 자격을 얻었다. 여러 공직을 거친 후, 2003년 퀸즐랜드주 총독으로 임명되었다. 2008년 케빈 러드 총리는 그를 오스트레일리아 연방 총독으로 임명하였다. 2008년 9월 오스트레일리아 최초의 여성 연방 총독으로 취임했다. 2014년 3월 28일에 퇴임했다.